# APEJES Academy
APEJES Academy de Mfou w skrócie APEJES Academy – kameruński klub piłkarski grający w kameruńskiej pierwszej lidze, mający siedzibę w mieście Jaunde.

## Sukcesy
- Puchar Kamerunu[1]:
  - zwycięzca (1): 2016.

## Występy w afrykańskich pucharach
| Sezon | Rozgrywki           | Runda | Kraj                     | Klub             | Dom | Wyjazd |     |
| ----- | ------------------- | ----- | ------------------------ | ---------------- | --- | ------ | --- |
| 2017  | Puchar Konfederacji | 1     | Senegal                  | ASC Niarry Tally | 1–0 | 1–2    | 2–2 |
| 2017  | Puchar Konfederacji | 2     | Wybrzeże Kości Słoniowej | ASEC Mimosas     | 1–0 | 0–2    | 1–2 |

## Stadion
Domowe mecze klub rozgrywa na stadionie o nazwie Stade Ahmadou Ahidjo w Jaunde. Stadion może pomieścić 38509 widzów.

## Reprezentanci kraju grający w klubie
Stan na styczeń 2023.
| - Léonard Acha - Martin Ako - Joseph Apam - Kostka Atanga Effa - Eric Alima Atangana - Junior Awono - Gérard Bakindé - Frank Boya - Francis Ebembe - Raymond Fosso - Samuel Gouet - Gérôme Heutchou | - Joël Kofana - Tabi Manga - Christopher Mendouga - Jerome Mbekeli - Raphaël Messi Bouli - Marcelin Ngando - Gabriel Penda - Bryand Soga - Serge Tabekou - Ibrahim Walidjo - Martial Zemba Ikoung |